# مؤسسة الحدائق الوطنية
مؤسسة الحديقة الوطنية (NPF) هي مؤسسة خيرية رسمية لخدمة الحديقة الوطنية بالولايات المتحدة ومواقع المتنزهات الوطنية البالغ عددها 418 موقعًا. قام الكونغرس باستئجار الـمؤسسة في عام 1967 «لتعزيز الحفاظ على الموارد الطبيعية أو الطبيعية أو التاريخية أو العلمية أو التعليمية أو الملهمة أو الترفيهية للأجيال القادمة من الأميركيين» وفقًا لشعارهم. يجمع أموالاً خاصة لصالح أو فيما يتعلق بأنشطة وخدمات إدارة المتنزهات الوطنية.

## روابط خارجية
- مؤسسة الحديقة الوطنية